# Botanophila suwai
Botanophila suwai este o specie de muște din genul Botanophila, familia Anthomyiidae, descrisă de Wei în anul 1993.
Este endemică în Guizhou. Conform Catalogue of Life specia Botanophila suwai nu are subspecii cunoscute.